# Туберкулёзный менингит
Туберкулёзный менингит — менингит туберкулёзной этиологии. Как правило, возникает вследствие проникновения в головной мозг микобактерий туберкулёза. Проявляется продромальным синдромом. В отличие от менингитов другой этиологии, имеет весьма серьёзный прогноз, на 21-25 день болезни без применения противотуберкулёзных препаратов приводит к летальному исходу.

## Причины туберкулёзного менингита
Подобно менингитам другой этиологии, туберкулёзный менингит, как правило, возникает от проникновения микобактерий туберкулёза в головной мозг из отдалённых очагов инфекции (напр., туберкулёз лёгких, гениталий и т. д.).

## Лечение туберкулёзного менингита
Обращаться к врачу и получить своевременную и адекватную терапию. Первым ребёнком, спасённым в СССР в 1946 г. от туберкулёзного менингита, была 9-тилетняя дочь В. А. Цукермана, участника Атомного проекта. Зельман Ваксман, изобретатель стрептомицина, поместил фото девочки в своей автобиографической книге. См. воспоминания сына другого участника Атомного проекта Б. Л. Альтшулера в книге «Виталий Гинзбург в воспоминаниях друзей и современников». Москва, Издательство физико-математической литературы, 2011 г., 628 с. 

## Прогноз и профилактика

### Прогноз
Прогноз зависит от возраста и статуса иммунной системы пациента. В отличие от других менингитов, при несвоевременной или неадекватной терапии на 21-23 день туберкулёзный менингит приводит к летальному исходу.

### Профилактика
Своевременно выявлять и лечить туберкулёзы других органов. Укреплять иммунную систему, провести закаливание, должны иметься витамины и другие питательные вещества в рационе.